# شامورين
شامورين (بالإنجليزية: Šamorín)‏ هي بلدة و municipality of Slovakia تقع في سلوفاكيا في Dunajská Streda District.[بحاجة لمصدر] يقدر عدد سكانها بـ 12,726 نسمة .

## المدن التوأمة
مدينة Mosonmagyaróvár هي مدينة توأمة لـشامورين.